# Grès d’Hettange
Der Grès d'Hettange (deutsch Hettinger Sandstein oder Luxemburger Sandstein) ist eine sedimentäre Formation des östlichen Pariser Beckens. Er wurde im Unteren Jura abgelagert und stellt den ursprünglichen Stratotyp des Hettangiums dar.

## Typlokalität
Der Grès d'Hettange, vom franz. grès für Sandstein, wurde nach seiner Typlokalität, dem mittlerweile stillgelegten Steinbruch Gries (Carrière Gries) bei Hettange-Grande benannt.

## Geschichte
Im Jahr 1864 schlug der Schweizer Geologe Eugène Renevier vor, den Aufschluss im Steinbruch Gries als Stratotyp für eine neue geologische Stufe zu verwenden. Durch Abtrennung vom ursprünglichen Sinemurium als vormals unterste Jurastufe entstand folglich das Hettangium. Der Steinbruch Gries ist seit 1985 in eine 6 Hektar große, pädagogische Reserve naturelle géologique (geologischer Naturpark) umgewandelt worden.

## Geographie

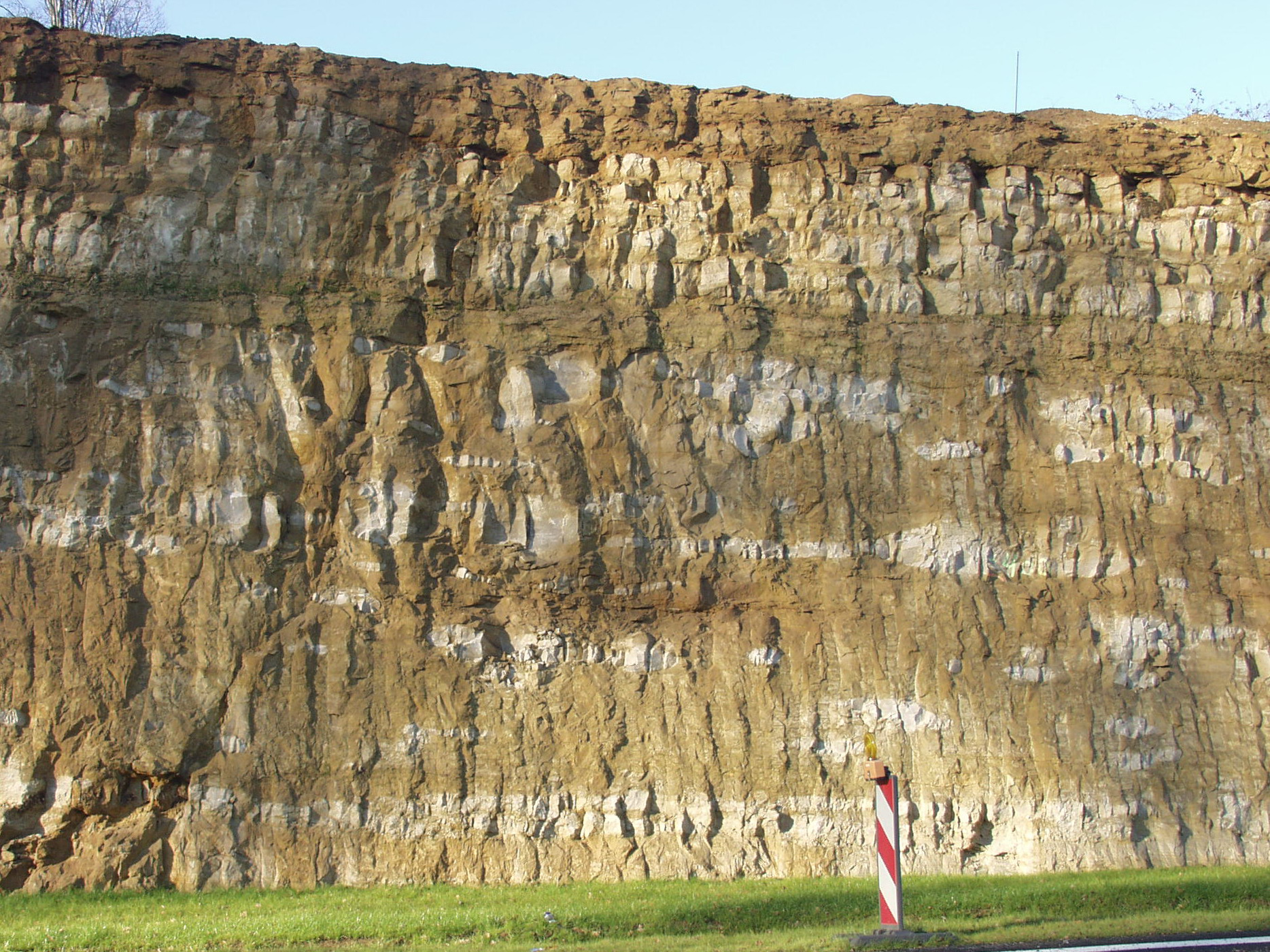
Der Grès d'Hettange, hier als Luxemburger Sandstein nördlich von Luxemburg (Stadt)

Der Grès d'Hettange, in Luxemburg als Luxemburger Sandstein (frz. Grès de Luxembourg) und in Belgien als Luxemburg-Formation bzw. Formation de Luxembourg bekannt, tritt im östlichen Pariser Becken auf. Die Formation folgt einem 1 bis 5 Kilometer breiten Band von Charleville-Mézières ausgehend über Sedan, Virton, Arlon (Belgien) im Westen quer durch Luxemburg bis Echternach im Osten. Von hier setzt sie sich dann nach Süden bis Thionville in Frankreich fort. Der weitere Verlauf der Formation an der Oberfläche nach Osten wird durch die Südwest-streichende Hettange-Rodemack-Störung unterbunden. Im Untergrund kann die Formation bis etwa 20 Kilometer südlich von Longwy verfolgt werden. Etwas abgesondert vom Hauptvorkommen tritt der Sandstein auch noch im Müllerthal in der Luxemburgischen Schweiz auf und erreicht südwestlich von Bitburg deutsches Staatsgebiet.

## Stratigraphie
Der Grès d’Hettange ist als Sandkörper keilförmig in den Gryphäenkalk (Calcaire à gryphées) eingelagert. So wird er von dem unteren Schichtglied des Calcaire à gryphées unterlagert, welches noch zum unteren Hettangium gehört (Schichten mit Arietites bisulcatus, Arietites rotiformis und Psiloceras planorbis). Darunter liegen dann die Marnes rouges de Levallois des oberen Rhätiums. Überlagert wird der Grès d’Hettange vom oberen Schichtglied des Gryphäenkalks mit Psiloceras johnstoni, einer Wechselfolge von siltigen Mergeln und sandigen Kalken, die im tieferen Wasser abgesetzt worden war. Der Sandstein endet mit einem Emersionshorizont und wird dann von einer 20 Meter mächtigen mergelig-sandigen Übergangslage (mit Arietites) zum eigentlichen Gryphäenkalk abgelöst.
In Luxemburg wird die Formation konform von der Elvange-Formation unterlagert und konform von den Mergel und Kalke von Strassen überdeckt.
Der Grès d’Hettange ist diachron und wird in Richtung Belgien zusehends jünger. Besitzt er an der Typlokalität bei Hettange-Grande noch oberhettangisches Alter, so muss er in Belgien bereits ins Sinemurium gestellt werden. Auch seine Mächtigkeit ist starken Schwankungen unterworfen. So weist er beispielsweise an der Typlokalität eine Gesamtmächtigkeit von rund 50 Meter auf (davon 25 Meter aufgeschlossen), in Luxemburg um die 80 Meter und bei Arlon stattliche 110 Meter. Südlich von Hettange-Grande verliert er sehr rasch an Mächtigkeit und verzahnt dann mit dem Calcaire à gryphées.
Die südbelgische Luxemburg-Formation legt sich konkordant auf die Mergel der Jamoigne-Formation. Ihr Hangendes wird konkordant von der tonig-siltigen Ethe-Formation überlagert. Die Formation kann in fünf Member unterteilt werden (vom Hangenden zum Liegenden):
- Stockern-Member
- Virton-Member
- Orval-Member
- Florenville-Member
- Metzert-Member

Nach Osten verzahnt sich die Luxemburg-Formation oberhalb des Florenville-Members mit drei Membern der feinkörnigeren Arlon-Formation. Das basale, nur im Osten gegenwärtige Metzert-Member setzt im Oberhettang ein. Das mit einer Diskontinuität folgende Florenville-Member beginnt im Osten an der Wende zum Sinemurium, liegt aber im Westen stratigraphisch bereits wesentlich höher. Das Orval-Member folgt nach einer deutlichen Verzahnung mit dem Strassen-Member der Arlon-Formation. Unter dem Virton-Member liegt die Einschaltung des Posterie-Members und darüber die abschließende Verzahnung des Hondelange-Members.

## Lithologie

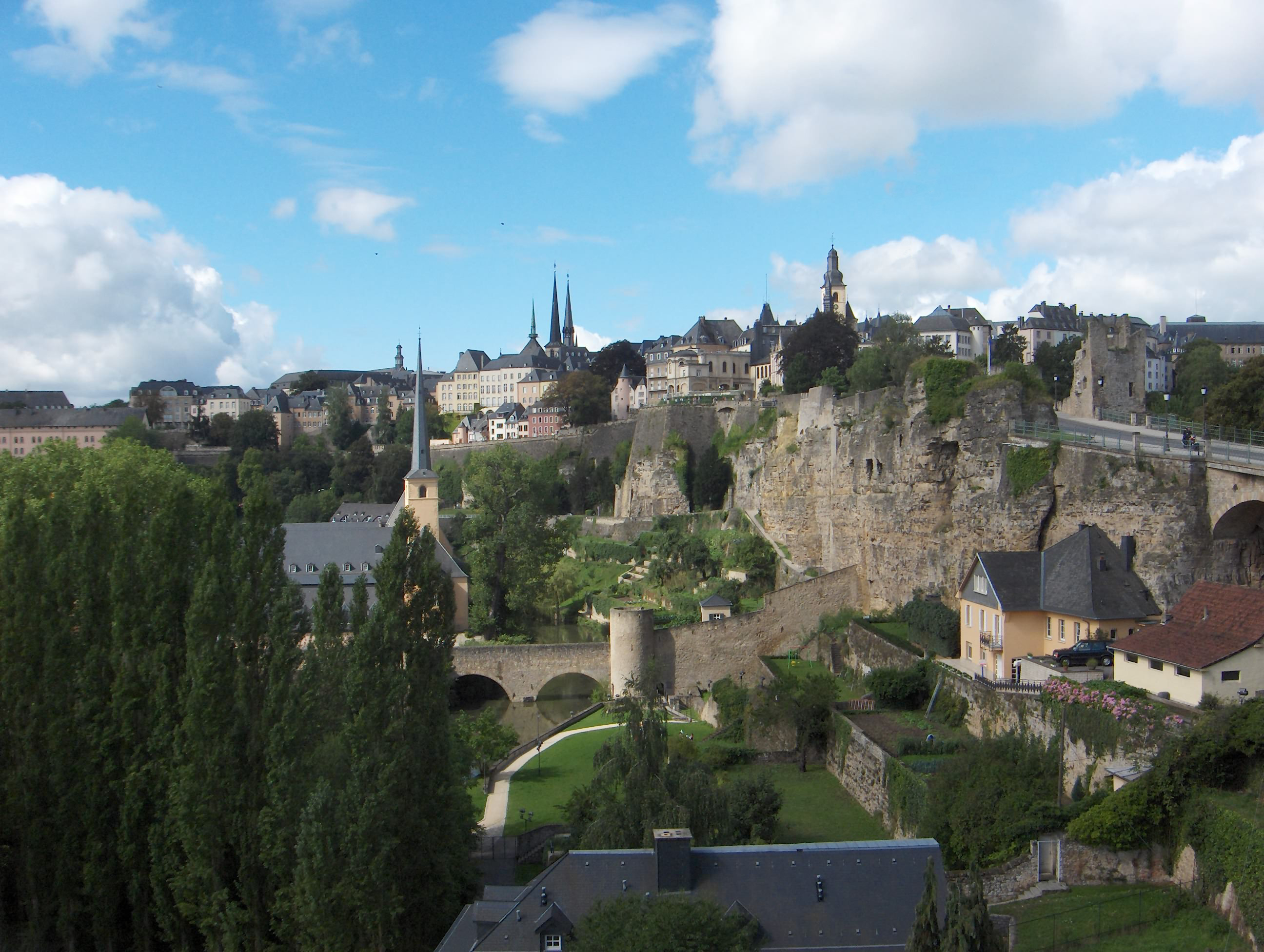
Der aus dem Luxemburger Sandstein aufgebaute Bockfelsen und die Oberstadt von Luxemburg

Der Grès d'Hettange wurde in Strandnähe im flachen, warmen Epikontinentalmeer des unteren Lias abgelagert.
An der Typlokalität handelt es sich um einen im unteren Abschnitt fossilarmen, relativ grobkörnigen Sandstein, der dann im Hangenden sehr fossilreiche Schilllagen (Sturmablagerungen) mit 130 verschiedenen Taxa von Bivalven und Gastropoden führt. Aus diesem Grund hatte Renevier auch den Steinbruch Gries als Stratotyp des Hettangiums vorgeschlagen. Der untere Abschnitt enthält Anzeichen für Rinnenfazies und ist als sehr massiver und harter Sandstein ausgebildet. Der obere, gelbfarbene Abschnitt ist weicher und tritt plattig auf. Er gehört zur Schlotheimia angulata-Ammonitenzone und somit ins obere Hettangium.
Der weiter nördlich und näher am Ardennenrand gelegene Luxemburger Sandstein besteht im Wesentlichen aus einer Wechselfolge von gelben Sandsteinlagen mit hellen Kalksandsteinlagen. Die teils schräggeschichteten und oft stark zerklüfteten Sandsteinlagen werden aus Quarzkörnern aufgebaut, die Kalksandsteinlagen jedoch enthalten Kalkbruchstücke und werden zusätzlich von Kalkzement verkittet. Herkunftsgebiet des Detritus sind die Ardennen, die Eifel und der Hunsrück, welche damals einer intensiven Verwitterung unterlagen. Die Zufuhr erfolgte über den nach Südwesten ausgerichteten Eifelgraben, der das Pariser Becken im Hettangium mit dem Germanischen Becken verband.
Das Metzert-Member der Luxemburg-Formation in Südbelgien ist ein progradierender Sandkörper. Die das Member abschließende Winkeldiskordanz ist eine bedeutende Sequenzgrenze, die sich im gesamten Pariser Becken wiederfinden lässt und an der es zu Wiederaufarbeitungen kam. Die restlichen Member besitzen analog zum Luxemburger Sandstein eine charakteristische Sandstein-Kalksandstein Wechsellagerung. Sie sind als subtidale Sandkörper (engl. sand waves) zu interpretieren, welche von Gezeitenströmungen bewegt wurden. Die Analyse vorhandener Schrägschichtungskörper gibt eine vorwiegende Transportrichtung nach Westsüdwest zu erkennen.

## Geomorphologie
Der Grès d’Hettange ist im Vergleich zu dem ihn umgebenden Calcaire à gryphées gegenüber der Erosion wesentlich resistenter und bildet daher im Gelände morphologische Rücken, beispielsweise zwischen Hettange-Grande und Bad Mondorf und zwischen Roussy-le-Bourg und Preisch.

## Strukturgeologie
Die Sandsteinformation zeigt generell ein sehr flaches Einfallen nach Südwest. Im Bereich des Eifelgrabens ist sie in eine flache, nach Südwesten abtauchende Synklinale eingefaltet (Weilerbach-Synklinale). Darüber hinaus wird die Formation von zahlreichen, um Südwest-streichenden Störungen durchzogen, die einen Versatzbetrag von bis zu 100 Metern erreichen können (beispielsweise an der Audun-le-Tiche-Störung). An der bereits erwähnten Hettange-Rodemack-Störung wird sie zum Thionville-Graben hin abgeschnitten. Die Schichtenfolge war im Verbund mit dem variszischen Grundgebirge im Verlauf der Alpenorogenese nach dem Ende des Oligozäns angehoben und dabei leicht zu Südwest-streichenden Undulationen verformt worden. Nach Unterschreiten der Plastizitätsgrenze zerbrach der Verband starr an Störungen. Die alpinen Hebungsbewegungen dauern bis auf den heutigen Tag an, so hebt sich beispielsweise das Zentrum der Ardennen noch immer um 1 Millimeter pro Jahr.

## Fossilinhalt
Als Fossilien im Grès d'Hettange lassen sich anführen:
- An Ammoniten sind gegenwärtig: Arietites hettangiensis und Schlotheimia angulata.
- Bivalven mit Cardinia copides, Cardita heberti, Ostrea irregularis, Pecten aequalis, Plagiostoma gigantea und Plicatula hettangiensis.
- Gastropoden mit Cerithium paludinare, Littorina clathrata, Pleurotomaria mosellana und Turritella zenkeri.

## Wirtschaftliche Bedeutung
Der Grès d'Hettange und der Luxemburger Sandstein sind ausgezeichnete Grundwasserspeicher. Die Sandsteine wurden als Bausteine abgebaut und fanden im Strassenbau als Pflaster- und Bordürensteine Verwendung.

## Alter
Absolute Altersbestimmungen für den Grès d’Hettange (bzw. Luxemburger Sandstein) sind nicht bekannt. Auch genaue biostratigraphische Alterszuweisungen sind aufgrund der Armut an Leitfossilien und der ausgeprägten Diachronizität schwierig. Die Formation dürfte den Zeitraum Oberes Hettangium bis unteres Sinemurium überdecken und zwischen 194 und 197 Millionen Jahre BP alt sein. In Belgien reicht die Luxemburg-Formation gerade noch ins Pliensbachium und besitzt dort ein Minimalalter von 189 Millionen Jahren BP.